# Kristen Hans Jørgen Dahl
Kristen Hans Jørgen Dahl (født 31. august 1830, død 11. oktober 1921 i København) var en dansk sprogmand. Han var søn af Frederik Peter Jacob Dahl.
Han blev student 1849, teologisk kandidat 1855 og, efter at have været kommunelærer i København, 1863 kapellan i Fjelsted og Harndrup på Fyn, 1865 kateket i Svendborg, derefter sognepræst, senest (indtil 1901) for Keldby på Møen. I en lang række skrifter, for eksempel Dansk hjælpeordbog til fredning af det hjemlige og uddrivelse af det unyttige fremmede (1875), Om vore blades røgt af modersmålet (1882), Om Skat Rørdams bibeloversættelsesarbejde (1887), Vort kirkemål (1888), Alvors- og morskabslæsning om modersmålet (1891) har han med stor iver virket for det danske sprogs renhed og udryddelsen af fremmedord. På det nyere danske kirkesprog har hans indflydelse været ret betydelig. Ved Bendt Treschow Dahls og Hans Hammers Dansk Ordbog for Folket (1907-14) har han ydet virksom medhjælp.